# Abd-ar-Razzagh Samarkandi
Abd-ar-Razzagh Samarkandi, pers. عبدالرزاق سمرقندی, (pełne imię: Abd-ar-Razzagh Kamal-ad-Din-e Dżalal-ad-Din Eshagh Samarkandi), (ur. 7 listopada 1413 roku w Heracie, zm. tamże lipiec/sierpień 1482 roku) – perski uczony i dyplomata związany z dworem Timurydów, znany przede wszystkim ze swojej perskiej historii Matla-e Sa'dajn wa Madżma-e Bahrajn (Wschód dwóch pomyślnych konstelacji i skrzyżowanie mórz), będącej najważniejszym źródłem dla dziejów Timurydów w latach 1427–1470.
Jego ojciec, Dżalal-ad-Din Eshagh, był sędzią i imamem na dworze Szahrucha (1405–1447). Jego rodzina była powiązana z potężnym emirem Firuzszahem (zm. 1444/1445) i wpływowym herackim sufim Baha ad-Dinem Umarem (zm. 1453). Podobnie jak jego czterej bracia Abd-ar-Razzagh odebrał wykształcenie w naukach religijnych i posiadał dyplom (idżaza) uprawniający go do przekazywania tradycji (hadis) wydany przez tradycjonistę Mohammada Dżazariego (zm. 1429/1430). W roku 1437/1438 Abd-ar-Razzagh zdecydował się starać o stanowisko na dworze i w tym celu zadedykował Szahruchowi komentarz na temat dzieła Idżiego. W rezultacie Szahruch mianował go nadwornym sędzią na miejsce jego ojca, który zmarł w roku 1437. Zgodnie z przekazem samego Abd-ar-Razzagha był on krytykowany przez innych ulemów obecnych na dworze że tak wcześnie porzucił swoje studia na rzecz służby u władcy. Dlatego zdecydował się na publiczny egzamin, wspólnie z innym reprezentatywnym ulamą. W wyniku egzaminu wszelkie wątpliwości na temat jego kwalifikacji miały zostać definitywnie rozwiane. Dwóch braci Abd-ar-Razzagha także było ulemami w Heracie, przy czym jeden z nich, Szarif-ad-Din Abd-al-Ghahhar, był szeroko znany. Pomiędzy styczniem 1442 a grudniem 1444 roku wyruszył na czele dyplomatycznej misji do Ormuzu i Indii, razem ze swoim bratem Abd-al-Wahhabem. W jej trakcie odwiedził m.in. Kalikat i Widźajanagar, pozostawiając w swoim dziele bardzo ciekawy opis dworu i stolicy tego hinduskiego państwa. Jego brat zmarł podczas tej wyprawy. W roku 1446 został wysłany z misją dyplomatyczną do Gilanu by zapewnić wsparcie jego namiestnika, Mohammada Rasztiego, przeciwko rebelii Sultana Muhammada (1447–1452). Następnie miał się udać z misją do Egiptu, do tej podróży jednak nie doszło z powodu śmierci Szahrucha. Niemniej Abd-ar-Razzagh w swoim dziele zachował tekst listu, który miał przekazać sułtanowi Czakmakowi (1438–1453). Po śmierci Szahrucha udał się do Samarkandy, by pod rządami Abd al-Latifa (1449–1450) zostać nadzorcą urzędów religijnych (sadr), a następnie służyć jego następcy, Abdallahowi (1450–1451). Powrócił do Heratu po zdobyciu Samarkandy przez Abu Sa’ida (1451–1469) i wstąpił na służbę Babura (1447–1457). W roku 1452 wziął udział w jego kampanii w Iraku Perskim i Farsie, a następnie w roku 1454 w jego kampanii przeciwko Abu Sa’idowi. Abd-ar-Razzagh utrzymywał kontakt z czołowym przedstawicielem sufizmu w Azji Środkowej, Chodżą Ahrarem, z którym spotkał się w pobliżu Samarkandy podczas negocjacji pomiędzy Baburem a Abu Sa’idem w roku 1454 oraz ponownie w roku 1460 w Heracie. Chodża Ahrar miał bezskutecznie wstawiać się za nim u Abu Sa’ida, najwidoczniej po śmierci Babura w roku 1457. Kiedy Abu Sa’id zagroził Heratowi w roku 1458 Abd-ar-Razzagh przyłączył się do niego i został jego wysłannikiem do Husajna Bajkary (1470–1506) w Gorganie. Do Abu Sa’ida, który w międzyczasie zdobył Herat, powrócił z ofertą uznania jego zwierzchności przez Husajna Bajkarę. Wydaje się, że był niezadowolony ze swojej pozycji przy Abu Sa’idzie, jednak w styczniu 1463 roku zapewnił sobie stanowisko szejcha chanaghi w kompleksie religijnym Szahrucha, na którym to pozostał aż do śmierci.
Jako uczestnik życia dworskiego, urzędnik religijny i dyplomata Abd-ar-Razzagh był bezpośrednim świadkiem wielu politycznych i militarnych wydarzeń okresu. Z racji charakteru jego zaangażowania jego dzieło stanowi na wpół oficjalną relację sporządzoną z timurydzkiego punktu widzenia. Timurydzi przedstawiali swoją dynastię jako sukcesorów Ilchanidów i Abd-ar-Razzagh rozpoczyna swoją historię od narodzin ostatniego ilchana Abu Sa’ida (1316–1335), by doprowadzić ją aż do końca panowania timurydzkiego Abu Sa’ida i relacji z bezpośrednio następującym po nim wydarzeń roku 1470. Tytuł dzieła Abd-ar-Razzagha, z jego dwiema konstelacjami i morzami, miał być właśnie nawiązaniem do dwóch Abu Sa’idów wyznaczających początek i koniec jego historii. Składa się ona z dwóch części, pierwszej doprowadzonej do śmierci Timura (1370–1405) w roku 1405, którą Abd-ar-Razzagh ukończył w roku 1466, i drugiej z roku 1470. Dla wydarzeń do roku 1427 Abd-ar-Razzagh zaadaptował tekst Madżma at-tawarich Hafeza-e Abru, z kilkoma dodatkami. Dla późniejszych wydarzeń zachował on organizację materiału przyjętą w kronice Hafeza-e Abru, jednak zaprzestał opisu wydarzeń dla każdej prowincji w danym roku. Abd-ar-Razzagh zawarł w swoim dziele także materiały o charakterze autobiograficznym i jego osobiste zainteresowania są jasno widoczne – poświęca on mniej miejsca wydarzeniom militarnym niż Hafez-e Abru, za to zwracając większą uwagę na przywódców religijnych. Jego styl jest raczej ozdobny, ale zwłaszcza w drugiej części jego pracy istotne informacje są często przedstawiane w prosty sposób po rozwlekłych paragrafach. Abd-ar-Razzagh nadzorował kopiowanie swojego dzieła i wielokrotnie korygował tekst – manuskrypt drugiej części przechowywany w Oriental College Library w Lahaur to jego własnoręczna kopia. Dzieło Abd-ar-Razzagha to najpełniejsza historia Timurydów w latach 1427–1470 i stanowiło ono bazę dla późniejszych historii Mirchonda i Chondemira. Zostało także częściowo przetłumaczone na język osmański.